# 2021年歐洲洪災
2021年欧洲洪水是2021年夏季發生在西歐國家的洪水，在西欧出現创纪录的降雨之后，比利时、德国、荷兰、卢森堡和瑞士於2021年7月14日發生洪水，导致多条河流决堤，洪水在德國莱茵兰-普法尔茨阿尔韦勒县造成的損失最為慘重，當地的阿爾河河水上涨，许多建筑物坍塌，並造成至少18人死亡。除了目前已经确认的死亡人数外，洪水还导致部分国家大面积停电，强制疏散，并破坏了部分受灾地区基础设施和农业设施，尤其是德国基础设施的破坏相对较为严重。7月20日，比利時全國哀悼遇難者。
比利时内政部长安内利斯·费林登将此次灾害描述为“我们国家有史以来已知的最大自然灾害之一”；此次洪水亦成為德国自第二次世界大戰以来最致命的自然灾害，德国莱因兰-普法尔茨州的州长马卢·德赖尔称该灾难为“毁灭性”。在洪水发生后，科学家、记者等都强调了此灾害与极端天气全球趋势的联系，特别是气候变化造成的更频繁的暴雨。

## 天气
2021年7月12日至15日期间，英国、德国西部和邻近的荷兰、比利时和卢森堡都下了大雨。一个风暴群从法国向东进入德国，在该地区上空停滞了两天。比利时东部的降水非常强烈。

## 延伸閱讀
- Germany floods: Where are the worst-hit areas? （页面存档备份，存于），BBC